# Limulidae
Limulidae — родина членистоногих ряду мечохвостів. Тіло лімулідів ділиться на три основні частини: головогруди, черевце й тельсон. Найбільший з них, головогруди містить більшість очей, кінцівок і внутрішніх органів тварини; її форма дещо нагадує підкову. Лімуліди «живі копалини», які мало змінилися з тих пір, як вони вперше з'явилися в тріасі.
Сьогодні збереглося лише чотири види. Більшість з них морські, хоча мангровий вид часто зустрічається в солонуватій воді. Крім того, деякі вимерлі види перейшли до життя в прісній воді. Limulidae переважно живуть на дні води, але за потреби вони можуть плавати. У наш час їх поширення обмежене, вони зустрічаються лише вздовж східного узбережжя Північної Америки та Південної Азії.
Лімулідів часто ловлять заради їхньої крові, яка містить лізат амебоцитів Limulus, хімічну речовину, яка використовується для виявлення бактеріальних ендотоксинів. Крім того, тварин використовують як рибальську наживку в Сполучених Штатах, а в деяких частинах Азії їдять як делікатес. В останні роки популяція лімулідів скоротилася. Це в основному через знищення прибережних середовищ існування та надмірний видобуток. Щоб забезпечити їхнє подальше існування, у багатьох регіонах були прийняті правила щодо вилову та створені програми розведення в неволі.

## Роди
Після Bicknell та ін. 2021 та Lamsdell та ін. 2020 рік:
Невизначене розміщення:
- †Albalimulus?
- †Casterolimulus
- †Limulitella?
- †Sloveniolimulus
- †Tarracolimulus
- †Victalimulus
- †Yunnanolimulus
- †Mesolimulus
- †Ostenolimulus
- †Volanalimulus

Підродина Limulinae
- †Crenatolimulus
- Limulus

Підродина Tachypleinae
- Carcinoscorpius
- Tachypleus